# Гарден-Сіті (Південна Кароліна)
Гарден-Сіті (англ. Garden City) — переписна місцевість (CDP) в США, в округах Горрі і Джорджтаун штату Південна Кароліна. Населення — 10 235 осіб (2020).

## Географія
Гарден-Сіті розташований за координатами 33°35′33″ пн. ш. 79°0′24″ зх. д. / 33.59250° пн. ш. 79.00667° зх. д. (33.592382, -79.006699).  За даними Бюро перепису населення США в 2010 році переписна місцевість мала площу 14,11 км², з яких 13,90 км² — суходіл та 0,21 км² — водойми.

## Демографія
Згідно з переписом 2010 року, у переписній місцевості мешкало 9209 осіб у 4567 домогосподарствах у складі 2563 родин. Густота населення становила 653 особи/км².  Було 9747 помешкань (691/км²).
Расовий склад населення:
| - 95,3 % — білих - 1,7 % — чорних або афроамериканців - 0,3 % — корінних американців - 0,3 % — азіатів - 0,1 % — вихідців з тихоокеанських островів |

До двох чи більше рас належало 1,4 %. Частка іспаномовних становила 2,9 % від усіх жителів.
За віковим діапазоном населення розподілялося таким чином: 13,0 % — особи молодші 18 років, 51,8 % — особи у віці 18—64 років, 35,2 % — особи у віці 65 років та старші. Медіана віку мешканця становила 56,1 року. На 100 осіб жіночої статі у переписній місцевості припадало 87,4 чоловіків;  на 100 жінок у віці від 18 років та старших — 85,1 чоловіків також старших 18 років.
Середній дохід на одне домашнє господарство  становив 51 992 долари США (медіана — 41 916), а середній дохід на одну сім'ю — 65 245 доларів (медіана — 48 613). Медіана доходів становила 40 827 доларів для чоловіків та 32 273 долари для жінок. За межею бідності перебувало 10,8 % осіб, у тому числі 16,0 % дітей у віці до 18 років та 3,6 % осіб у віці 65 років та старших.
Цивільне працевлаштоване населення становило 3347 осіб. Основні галузі зайнятості: мистецтво, розваги та відпочинок — 20,5 %, роздрібна торгівля — 18,7 %, освіта, охорона здоров'я та соціальна допомога — 15,7 %, фінанси, страхування та нерухомість — 13,6 %.